# Szeptuchowka (obwód rostowski)
Szeptuchowka (ros. Шептуховка) – wieś w Rosji, w obwodzie rostowskim, w rejonie czertkowskim. W 2010 liczyła 1029 mieszkańców.